# ハーモニー・オブ・ザ・デッド
『ハーモニー・オブ・ザ・デッド』（原題:Extinction）は2015年に公開されたスペイン・ハンガリー合作のホラー映画。監督はミゲル・アンヘル・ビバス、主演はマシュー・フォックスが務めた。本作はフアン・デ・ディオス・ガルドゥーニョが2010年に発表した小説『Y pese a todo』を原作としている。
本作は日本国内で劇場公開されなかったが、2015年10月7日にDVDが発売された。

## ストーリー
新種のウィルスによって人類のほとんどがゾンビと化した世界。感染を免れた僅かな人々はウィルスは寒さで死滅するはずだと信じ、豪雪地帯に避難していた。しかし、ウィルスはあっという間に寒さに対する耐性を獲得し、避難者たちには最早打つ手がなかった。
生き残った人々が2台のバスに分乗して安息の地を探していたところ、そのうちの1台がゾンビの集団に襲撃された。もう1台のバスに乗っていた人々（パトリック、ジャック、エマ、ルーなど）はすぐさま逃げ出したが、1人（エマ）がゾンビに噛まれてウィルスに感染してしまった。
それから9年後、辛うじて生き残ったパトリックはジャックの隣の家に暮らしていた。ジャックは亡くなったエマの代わりにルーを育てていた。ルーの実の父親はパトリックだったが、パトリックは妻のエマを救えなかったという自責の念から酒浸りの日々を送っており、とても子育てできる状態になかったのである。パトリックとジャックが会話を交わすことはほとんどなく、ルーは家の敷地内から出ることを禁止されていた。ルーにとっての唯一の楽しみは、パトリックが飼っている犬とフェンス越しに遊ぶことであった。
数日後、パトリックが犬を連れて外出していると、食い殺されたキツネを発見した。さらに道を進んだパトリックはゾンビと遭遇した。パトリックはすぐに引き返そうとしたが、倒木に躓いて転倒してしまった。ゾンビが真上に来たが、ゾンビはパトリックのことを認識できていないようだった。ほどなくして、ジャックの家から銃声が聞こえたため、ゾンビはそちらの方へと向かっていった。帰宅したパトリックは「警戒せよ」という意味を込めて銃を発射したが、それが原因でゾンビの注意を引いてしまった。パトリックはゾンビに首を噛まれたが、犬が自分を犠牲にしてゾンビを撃退した。
ルーはジャックがパトリックを助けようとしなかったことに怒っていた。その日の夜、ルーは家の敷地から初めて出て、友達だった犬の墓に花を供えた。そこにゾンビが襲来したが、間一髪のところでジャックが助けに来た。ルーは無事だったもの、ジャックは大けがを負ってしまった。その後、ゾンビはパトリックの手で縛り上げられた。しばらくして、3人は噛まれたはずのパトリックが一向にゾンビに変貌しないことを不思議に思い、自分たちはウィルスに対する免疫を獲得したのではないかと考えるようになった。また、3人は「ゾンビは進化の過程で視力を失ったが、その代わりに卓越した聴力を獲得した」という仮説を立てた。
その翌日、思わぬ出来事が発生した。

## キャスト
※括弧内は日本語吹替
- パトリック - マシュー・フォックス（井上和彦）
- ジャック - ジェフリー・ドノヴァン（堀内賢雄）
- ルー - クィン・マッコルガン（小松未可子）
- エマ - ヴァレリア・ヴェロー
- ルインスキー - アレックス・ハフネル
- アン - クララ・ラゴ（伊藤静）

## 製作
2011年2月2日、フアン・デ・ディオス・ガルドゥーニョの小説『Y pese a todo』が『Welcome to Harmony』というタイトルで映画化されることになり、ミゲル・アンヘル・ビバスが監督に起用されたとの報道があった。2013年12月、マシュー・フォックスとジェフリー・ドノヴァンの出演が決まった。2014年2月、本作の主要撮影がハンガリーのブダペストで始まった。2015年8月14日、ヴァレーズ・サラバンドが本作のサウンドトラックを発売した。

## マーケティング
2014年2月21日、本作の劇中写真が初めて公開された。2015年4月19日、本作のポスター第1弾が公開され、その際にタイトルが『Welcome to Harmony』から『Extinction』に変更された。6月4日、本作のオフィシャル・トレイラーが公開された。

## 評価
本作に対する批評家の評価は芳しいものではない。映画批評集積サイトのRotten Tomatoesには11件のレビューがあり、批評家支持率は18%、平均点は10点満点で5.13点となっている。サイト側による批評家の見解の要約は「『ハーモニー・オブ・ザ・デッド』には面白いアイデアが2～3個あり、出演者もその才能を活かしてそれなり以上の演技を披露している。しかし、プロットがゴチャゴチャしており、ストーリーが進むペースもやたらと遅いばかりに、少ない魅力すらも失っている。」となっている。また、Metacriticには6件のレビューがあり、加重平均値は46/100となっている。